# Bodilprisen
Bodilprisen er en dansk filmpris, som uddeles årligt af Bodilkomitéen fra foreningen Danske Filmkritikere, for at hylde de største præstationer i den danske og internationale filmverden i det forgangne år.
Prisen blev grundlagt i og uddelt for første gang i 1948 af Filmmedarbejderforeningen (som senere skiftede navn til Danske Filmkritikere), hvilket gør prisen til den ældste filmpris i Danmark og en af de ældste af filmpriser i Europa. Prisen er opkaldt efter skuespiller og instruktør, Bodil Ipsen, og skuespiller Bodil Kjer.
Prisen uddeles hvert år i februar-marts og Bodilkomitéen uddeler otte priser i otte kategorier, fire priser i samarbejde med sponsorater eller andre foreninger, en Sær-Bodil for særlig indsats, og endelig uddeles der en Æres-Bodil for livsværk eller ekstraordinær indsats.
Bodilstatuetten, der forestiller en kvinde, som holder et spejl op foran sig, og som er støbt i porcelæn, blev skabt af tegneren Ebbe Sadolin og billedhuggeren Svend Jespersen hos Bing og Grøndahl.
I november 2024 annoncerede Danske Filmkritikere at der fra Bodiluddelingen 2025 ville blive indført kønsneutrale priser, samt blive introduceret en ny pris, "Bedste ensemble".

## Kategorier
Bodilprisen uddeles i følgende kategorier:
- Bedste danske film
- Bedste hovedrolle
- Bedste birolle
- Bedste ensemble

- Bedste engelsksprogede film
- Bedste ikke-engelsksprogede film
- Bedste dokumentar/kortfilm
- Bedste fotograf

- Æres-Bodil (til enkelt eller flere personer eller instanser for livsværk)
- Sær-Bodil (til enkelt eller flere personer eller instanser for særlig betydningsfuld eller fremragende indsatser)
- Bedste manuskript (i samarbejde med Danske Dramatikere)
- Henning Bahs Prisen (for filmscenografi - i samarbejde med Sammenslutningen af Danske Scenografer)
- Talent-prisen (i samarbejde med sponsorater)

### Tidligere priser
Indtil Bodiluddelingen 2025 var kategorierne for bedste hoved- og birolle kønsopdelt, og der blev således uddelt 
- Bedste mandlige hovedrolle
- Bedste kvindelige hovedrolle
- Bedste mandlige birolle
- Bedste kvindelige birolle

Kategorierne for udenlandske film har tidligere haft andre opdelinger:
- Bodilprisen for bedste amerikanske film (1948-1960 og igen fra 2001-2023)
- Bodilprisen for bedste ikke-amerikanske film (1948-1960 og igen fra 2001-2023)

Fra 1961-2000 var de to kategorier kaldet "Bodilprisen for bedste ikke-europæiske film" og "Bodilprisen for bedste europæiske film"

## Historie
Efter inspiration fra USA's Academy Awards, også kendt som Oscaruddelingen, tog foreningen Filmmedarbejderforeningen (senere kaldet Danske Filmkritikere) initiativ til at skabe deres egen filmpris, som skulle have til formål at ære de største præstationer inden for film i det forgangne år.
Uddelingen fik sin debut den 29. april 1948 og foregik på restauranten Ambassadeur i København, hvor der blev uddelt priser i de følgende kategorier: bedste kvindelige og mandlige hovedrolle, bedste kvindelige og mandelige birolle, bedste danske film, bedste dokumentarfilm, bedste europæiske film og bedste amerikanske film. De første modtagere af prisen blev bl.a. Bodil Kjer og Poul Reichardt for henholdsvis bedste kvindelige og bedste mandlige hovedrolle, samt at filmen de medvirkede i, Soldaten og Jenny (1948), blev den første modtager af Bodilprisen for bedste danske film. Prisuddelingens debut var en succes, selvom at 'hovedpersonen' selv, Bodilstatuetten, var fraværende, da den endnu ikke var blevet færdig hos Bing og Grøndahl. Én af aftenens værter, Mogens Lind, kunne dog fremvise en lerkopi af statuetten, og lagde samtidig op til debat om, hvad prisen skulle hedde. Statuetten er designet af tegneren Ebbe Sadolin, og billedhuggeren Svend Jespersen og ved en mindre reception i november samme år, kunne alle prisvindere modtage deres statuetter.

### 1949: Æres-Bodil
Æresprisen Æres-Bodil'en blev introduceret i 1949 ved den 2. Bodiluddeling, da Filmmedarbejderforeningen ønskede en pris for at ære personer, som ikke faldt ind i de opstillede kategorier. Prisen blev i de efterfølgende mange år uddelt til personer, som havde udført et flot stykke arbejde i forbindelse med enkelte eller flere filmprojekter, såsom fotografering, manuskript, musik etc., og det var først ved introduktionen af prisen Sær-Bodil'en i 2008 at Æres-Bodil’en blev reserveret til indsatser over en længere periode. Den første modtager af Æres-Bodilen var fotograf Annelise Reenberg for hendes arbejde på filmen på Kristinus Bergman (1948).

### 2006: Bodilprisen for bedste fotografi
Bodilprisen for bedste fotograf har været længe undervejs, men blev først officielt etableret og uddelt for første gang ved Bodiluddelingen i 2006. Uofficielt blev prisen for bedste filmfotograf uddelt for første gang i 1949 til Annelise Reenberg for hendes arbejde på filmen på Kristinus Bergman (1948) (se Æres-Bodil). Efterfølgende, mellem 1950 og 2005, modtog ti filmfotografer en Æres-Bodil for enten individuelt arbejde eller for livsværk. I årene 2000 til 2005 (med undtagelse af 2003) blev en pris i samarbejde med sponsorer uddelt uden en tilhørende Bodil-statuette under tre forskellige navne: "Johan Ankerstjernes Fotografpris" (2000–2002) navngivet efter filmfotograf Johan Ankerstjerne, "Kodak og Nordisk Postproductions Fotografpris" i 2004, og "Nordisk Film Lab og Kodaks Fotografpris" i 2005. I 2006 blev prisen endelig officielt etableret under navnet "Bodilprisen for bedste fotograf" og blev introduceret som en special-pris med en tilhørende Bodil-statuette ved Bodilprisuddelingerne, og den første modtager af prisen under dette navn blev Manuel Alberto Claro.

### 2008: Sær-Bodil
Æresprisen Sær-Bodil'en blev introduceret ved Bodiluddelingen i 2008, som en pris for at hylde enkelt eller flere personer, institutioner, organisationer, instanser etc., for et veludført og/eller betydningfuldt arbejde, som ikke falder ind under de øvrige opstillede kategorier. Introduktionen af Sær-Bodilen gjorde at Æres-Bodilen blev reserveret til modtagelse for indsatser over længere perioder eller livsværk. Prisen gik den første gang til det danske Ghost Digital Production House for effekterne til filmen De fortabte sjæles ø.

### 2012: Henning Bahs-prisen
I 2012 indgik Danske Filmkritikere et samarbejde med Sammenslutningen af Danske Scenografer om at introducere en ny pris med det formål at hylde fremragende arbejde indenfor produktionsdesign og filmscenografi. Prisen blev navngivet efter den danske manuskriptforfatter og scenograf, Henning Bahs, og prisen blev uddelt for første gang ved Bodiluddelingen i 2012, hvor den gik til Charlotte Bay Garnov og Peter Grant.

### 2015: Bedste manuskript
Bodilprisen for bedste manuskript blev stiftet og uddelt for første gang ved Bodiluddelingen i 2015 som et samarbejde mellem Danske Filmkritikere og Danske Dramatikere. Prisen skulle hylde det uvurderlige led i filmkunsten, som er filmmanuskriptet, og prisen gik for første gang til Christian Torpe for Stille hjerte. Det var dog først ved Bodiluddelingen i 2017 at modtagerne fik en Bodil-statuette med sig hjem.

### 2016: Kathrine Windfelds Mindelegat
Efter instruktør Kathrine Windfelds pludselig død i februar 2015 blev der ved til hendes begravelse indsamlet penge ind til en fond, som i Kathrine Windfelds ånd udfærdigede et legat som skulle gå ”til en eller flere, der på kunstnerisk vis markerer sig i forhold til at sikre at mænd og kvinder har lige kår”, som det hed. Den indsamlede pengesum vil blive delt ud i fem portioner, som vil blive uddelt hvert år på Windfelds fødselsdag den 21. august i de følgende fem år. Legatet på 50.000 kr. blev uddelt for første gang ved Bodiluddelingen i 2016 og gik til manuskriptforfatter Maya Ilsøe, konceptuerende instruktør Pernilla August og skuespiller Trine Dyrholm for tv-serien Arvingerne.

### 2019: Talentprisen
Bodilprisens “Talentpris” blev grundlagt med det formål at anerkende og hylde lovende nye talenter indenfor skuespil, fotografi, instruktion, klip etc. Prisen bliver altid uddelt med støtte fra sponsorater.
Prisen blev uddelt for første gang ved Bodiluddelingen i 2019 under navnet “Blockbuster Talentprisen”, men skiftede i 2020 navn til “Arbejdernes Landsbank Talentprisen”. Prisen skiftede ved Bodiluddelingen i 2022 navn til “Biografklub Danmark Talentprisen”, da Biografklub Danmark blev ny hovedsponsor for Bodilprisuddelingen.  Ved Bodiluddelingen 2023 indledte Danske Filmkritikere et samarbejde med TV 2, og prisen blev derfor uddelt under navnet “TV 2 Talentprisen”.

### 2025: Kønsneutrale priser og tilføjelse af ny "Bedste Ensemble"-kategori
I november 2024 annoncerede Danske Filmkritikere at Bodiluddelingen fra uddelingen i 2025 vil indføre kønsneutrale priser, så kategorierne "Bedste mandlige hovedrolle" og "Bedste kvindelige hovedrolle" ville blive slået sammen til "Bedste hovedrolle", og ligeledes med "Bedste mandlige og kvindelige birolle"-kategorierne, der vil blive slået sammen til "Bedste birolle". Samtidig vil antallet af nominerede i de to kategorier stige fra 5 til 7 nominerede. Nanna Frank Rasmussen, forperson for Danske Filmkritikere, udtalte ved annonceringen at dette skete på baggrund af at Bodilprisen skulle følge med tiden.
Endelig annoncerede Danske Filmkritikere at der ville blive tilføjet en ny kategori med titlen "Bedste ensemble", som skulle uddeles til en film, hvor det centrale skuespilgalleri som helhed skulle anerkendes og hyldes. Her ville mellem to og fem film blive nomineret.
Ændringerne blev introduceret på en fire-årig prøveperiode, hvor Danske Filmkritikere til deres generalforsamling i 2028 vil evaluere om de kønsopdelte skuespilspriser skal bortfalde, modereres eller forlænges.

## Ekstern henvisning
- Bodilprisens hjemmeside Arkiveret 19. juli 2011 hos  Wayback Machine
- Bodilprisen på Internet Movie Database (engelsk)